# Chapelle du Monte dei Poveri
La chapelle du Monte dei Poveri (Mont-des-Pauvres) est une des chapelles les plus importantes de Naples; elle se trouve à l'extrémité orientale de la via dei Tribunali, dans le centre historique.

## Histoire et description
La chapelle a été bâtie en 1663 selon les dessins de don Giuseppe Caracciolo, et englobée dans le palazzo del Monte dei Poveri (ancien palais Ricca), fondé en 1563, et abritant depuis 1819 les archives historiques de la fondation de l'institut de la Banque de Naples (Banco di Napoli). La façade de la chapelle donne dans la cour intérieure du palais. Elle a été refaite au XVIIIe siècle par Gaetano Barba (it) et couronnée d'une horloge en 1740. 
L'intérieur est un véritable petit bijou du baroque napolitain et conserve de nombreuses œuvres d'art. Au-dessus du maître-autel de marbres polychromes de Filippo Fasulo datant de 1768, on remarque La Circoncision de Luca Giordano, auteur également de la fresque de L'Immaculée Conception sur la voûte. Sur les côtés, l'on peut admirer deux tableaux de Francesco Solimena représentant l'un La Nativité et l'autre, L'Annonciation. Le pavement et la balustrade du chœur sont de Domenico Antonio Vaccaro.
L'orgue de la fin du XVIe siècle, restauré en 1726, est tout à fait remarquable, mais ses vingt putti sculptés de bois doré ont été dérobés au XXIe siècle. 
Désormais, la chapelle est fermée au culte et se dégrade d'année en année.

## Source de la traduction
- (it) Cet article est partiellement ou en totalité issu de l’article de Wikipédia en italien intitulé « Cappella du Monte dei Poveri » (voir la liste des auteurs).